# Joan Feynman
Joan Feynman, född 21 mars 1927 i Queens i New York i USA, död 22 juli 2020 i Ventura i Kalifornien i USA, var en amerikansk astrofysiker.
Joan Feynman var dotter till Lucille Feynman och affärsmannen Melville Arthur Feynman och nio år yngre syster till fysikern och nobelpristagaren Richard Feynman. Hon växte upp i Queens.
Hon bidrog till kunskapen om partiklar och fält i solvindar samt rön inom magnetosfärfysik. Speciellt är Joan Feynman känd för att utveckla kunskap om hur polarsken uppstår. Hon gjorde också en beräkningsmodell för hur många högenergipartiklar som kan komma att bombardera en rymdfarkost över dess livstid, samt för att hitta en metod att förutsäga omfattningen av cyklisk solfläcksaktivitet.

## Uppväxt och studier
Joan Feynman inspirerades att undersöka norrsken av sin äldre bror. Hon utbildade sig först 1944–1948 i fysik på Oberlin College i Ohio och därefter från 1949 i fasta tillståndets fysik på Syracuse University i Syracuse i delstaten New York. Under samma studieperiod ägnade hon sig åt ett års fältstudier 1952 i antropologi om Kaqchikelfolket i byn San Andrés Semetabaj på högslätten i Guatemala. Hon disputerade i fysik 1958 på Syracuse University på en avhandling om "infraröd strålnings absorption i kristallgitter av diamanttyp" och gjorde genomförde postdoc-arbete på Columbia University i New York.

## Yrkesliv
Efter andra arbeten och efter att ha fött två 1956 och 1960, började hon åter forskningsarbete 1961 på Columbia Universitys Lamont–Doherty Earth Observatory. Joan Feynman ägnade därefter huvuddelen av sitt yrkesliv år att studera samspelet mellan solvind och jordens magnetosfär. Under den tid hon arbetade på NASA:s Ames Research Center 1971 upptäckte hon att den återkommande ökningarna av solmateria, som kallas "koronamassutkastning, kunde spåras genom mängden helium i solvinden. Detta var betydelsefullt, eftersom – även om koronamassutkastning var ett känt fenomen – hade det dittills var svårt att spåra. 
Efter arbetet på NASA Ames uppehöll Joan Feynman forskningstjänst på bland andra National Center for Atmospheric Research i Boulder, Colorado 1973–1975 och administrativt arbete på National Science Foundation i Washington DC 1975–1978, samt därefter åter forskningsarbete från 1979 för Boston College på Airforce Geophysics Laboratory  i Massachusetts, och från 1985 på NASA:s Jet Propulsion Laboratory i Pasadena i Kalifornien.

## Privatliv
Joan Feynman var gift 1948–1974 med studiekamraten i fysik från Oberlin College och senare kulturantropologen Richard Hirshberg (född 1924). Paret hade två söner och en dotter. Hon var i ett andra äktenskap från 1992 gift med den rysk-amerikanske astrofysikern Alexander Ruzmaikin (född omkring 1944).